# Džemal Paša Zogolli
Džemal Paša Zogolli  (1860–1911), byl dědičným guvernérem Mati, v Albánii (v té době součást Osmanské říše ). Byl otcem albánského krále Zoga I.

## Život
Narodil se na hradě Burgajet v Mati (nebo Konstantinopoli) v roce 1860 a byl třetím synem Xhelala Paši Zogolliho a Ruhije Alltuniho, pocházejíci z bohaté rodiny Alltuni z Kavajë. Vzdělával se soukromě a po smrti svého staršího bratra Rizy se stal dědičným guvernérem Mati.
Během Velké východní krize, na schůzce pořádané v Debaru (1880) albánskými velmoži, kteří rozhodovali o postupu ohledně osmanské ztráty Ulcinje, ve prospěch Černé Hory, byl Džemal v provládní skupině prosazující nečinnost a byl proti vyhlášení albánské nezávislosti.
Džemal se v roce 1880 v Mati oženil se svou sestřenicí Zenjou Malikou Khanum (Hrad Burgajet, Mati, cca 1860 – hrad Burgajet, Mati, 1884). Poté, co zemřela při porodu v roce 1884, se oženil se Sadiya Khanum (Sadijé Hanem) v Mati v roce 1887. Její titul byl později změněn na Nëna Mbretëreshë i Shqiptarëvet („Královna Matka Albánců“).
Podílel se na přípravě povstání proti Osmanské říši plánované na červen 1903, které se ale neuskutečnilo.

## Potomstvo
Džemal a Zenja Malika Hanem měli syna a mrtvě narozené dítě
- Princ Xhelal Zogu (1881-1944). Politik. Čtyřikrát se oženil a měl čtyři syny a čtyři dcery.
- Mrtvě narozené dítě (1884). Matka také zemřela při porodu.

Se Sadije Toptani měl Džemal dva syny a šest dcer.
- Princezna Adile (1890-1966). Jednou se vdala a měla tři syny a dvě dcery.
- Král Zog I. (1895-1961). Albánský král.
- Princezna Nafije (1896-1955). Jednou se vdala a měla syna.
- Syn, který zemřel v mladém věku.
- Princezna Senije (1903-1969). Provdala se za Şehzade Mehmeda Abida a stala se princeznou Osmanské říše .
- Princezna Myzejen (1905-1969). Nevdala se, bez potomstva.
- Princezna Ruhije (1906-1948). Nevdala se, bez potomstva.
- Princezna Maxhide (1907-1969). Nevdala se, bez potomstva.